# Guiumri
Guiumri (em armênio: Գյումրի, Gyumri), (antiga Kumayri [Կումայրի]: até 1840; Alexandropol [Ալեքսանդրապոլ]: 1840-1924; Leninacã [Լենինական]: 1924-1991) é a capital da província de Xiraque, sendo também a segunda maior cidade localizada no Noroeste da Arménia. É conhecida como a "Capital do Humor".

## História

### Período Antigo

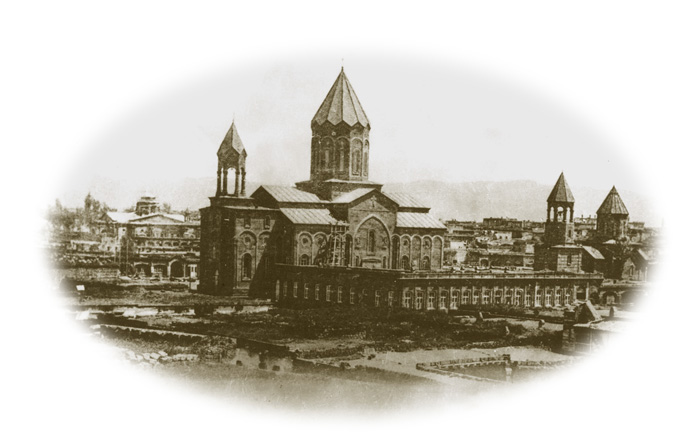
Antiga Guiumri

Guiumri é uma das cidades mais antigas de que se tem conhecimento. Foram encontrados
artefatos do século VIII a.C. que já citam a região. Estima-se que as primeiras povoações sejam do século V a.C.
Uma questão posta até hoje a respeito da cidade, se ela teria sido colonizada por parte dos gregos em primeiro momento (há relatos de Guiumri em Xenofonte), ou se haveria na região colonização por parte dos cimérios anteriormente, de onde teria se originado o antigo nome da cidade, "Kumayri".

### Período moderno
O desenvolvimento significativo de Guiumri se deu apenas quando a Rússia venceu a Guerra Russo-Persa (1826-1828) (na época do Nicolau I), pois livrou a cidade das antigas dominações turcas e persas. A Arménia passou então a fazer parte do Império Russo, que posteriormente se tornou a União das Repúblicas Socialistas Soviéticas (URSS). Guiumri passou então a ser chamada de Leninacã.

### Período contemporâneo
Já no final da existência da União Soviética, Guiumri sofreu um forte sismo em 7 de dezembro de 1988, que destruiu boa parte da cidade e muitas construções históricas de grande valia, hoje em processo de restauração.
Atualmente a cidade enfrenta os novos desafios de viver dentro de um quadro econômico capitalista. A maior parte dos investimentos feitos na Arménia tem ocorrido na capital Erevã.

## Administração pública
Ex prefeitos da cidade:
- Karlen Danelovich Ambartsumian (1989-1992)
- Levon Babkenovich Adamian (1992-1994)
- Michael H.Vardanyan(1994-1999)
- N. Vartan Ghukasian (1999-Não disponível)

## Geografia

### Topografia
A cidade está a 1550 metros acima do nível do mar e seu relevo natural é de vales. A cidade se situa numa região de atividade sísmica, pois se localiza em proximidade com o encontro das placas arábica e euroasiática. · .

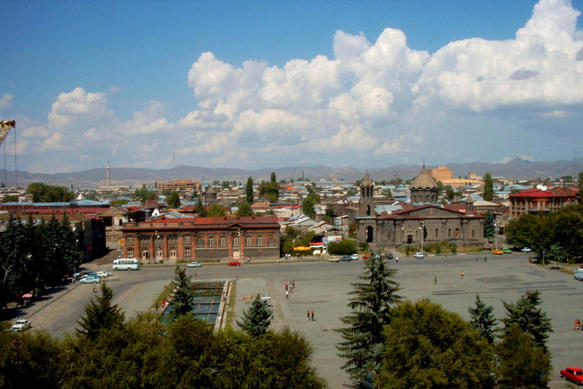
Guiumri, panorama da cidade

### Clima
O clima de Guiumri é continental, caracterizado por verões quentes e invernos rigorosos. A precipitação média do município é de 500 mm, com uma temperatura média de 10 °C (-41 °C até 36 °C).

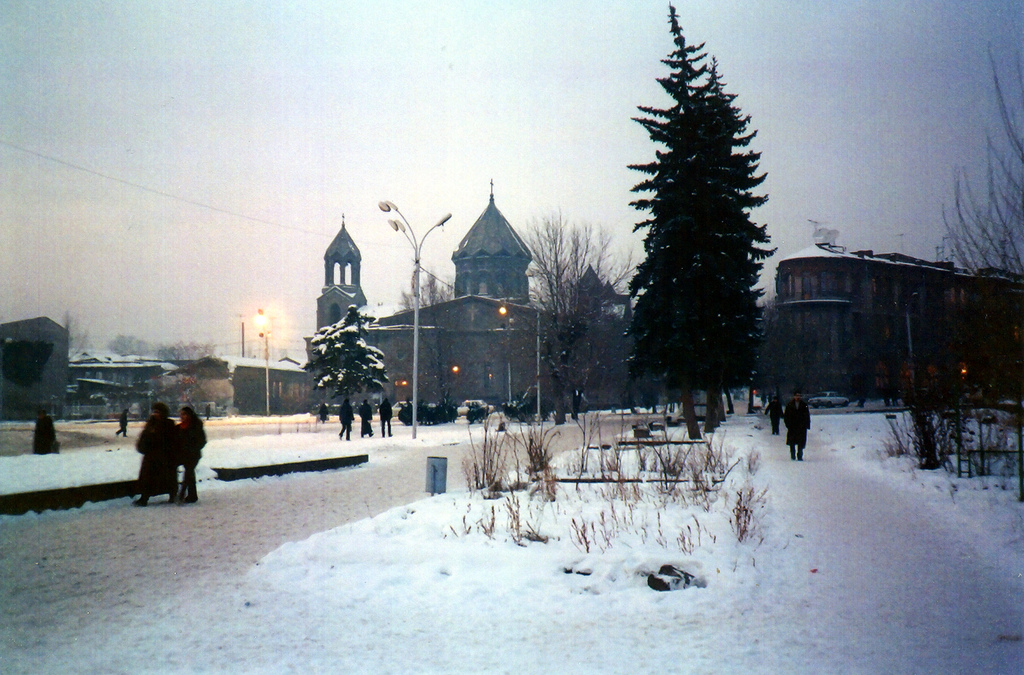
Inverno em Guiumri

### Demografia

#### Evolução demográfica
Crescimento populacional de Guiumri ao percorrer dos anos:
| Ano  | População |
| ---- | --------- |
| 1829 | ~600      |
| 1830 | 4000      |
| 1850 | 15000     |
| 1873 | 20000     |
| 1897 | 30600     |
| 1914 | 51300     |
| 1923 | 58600     |
| 1939 | 67700     |
| 1959 | 108400    |
| 1970 | 164966    |
| 1984 | 222000    |
| 1989 | 122587    |
| 2001 | 150917    |
| 2008 | 168918    |

### Geopolítica
Guiumri é a segunda maior cidade da Arménia.

### Transporte

#### Rodovias
A cidade conta com duas grandes rodovias:
- Rodovia  M1 para o sul, a estrada que liga a cidade a Astaraque a 103 quilômetros e Erevã à 126 quilômetros. Para o norte  conduz à fronteira da Geórgia e depois para o Mar Negro.
- Rodovia M7 para o oeste, leva à fronteira com a Turquia. (Bloqueada a fronteira pela Turquia desde 1993, em solidariedade ao  Azerbaijão e em resposta ao Alto Carabaque). Para leste, a estrada leva a Espitaque a 38 km e então se torna a M3.[14][15]

#### Trem
A cidade conta com a ferrovia que a liga a Tbilisi, construída em 1899. Para o sul vai até o Irã, construída em 1906. Essa ferrovia passa também por Moscovo, numa viagem de 2700 km até Guiumri.

#### Aeroportos
A cidade conta com dois aeroportos: Aeroporto de Xiraque (principal) e Aeroporto Internacional Zvartnots (alternativo).

## Cultura

### Teatro
- Teatro Municipal de Guiumri (A primeira grande ópera arménia foi em Guiumri no ano de 1912 e no espaço teatral foi em 1923.[18]

### Cinema
Filmes gravados em Guiumri:
- Gyumri - documentário 1987 (tiro no terremoto de 1988. Direção:Levon Mkrtchyan, (1 ano antes de o terremoto acontecer).
- Lux Aeterna e Terra Emota-França -1999. Um documentário poemner (diptikh), 1988 o dia do terremoto (Lux Aeterna) 10 anos depois (Terra Emota). Baseado nos materiais de Levon Minasyan e Serge Avetikyan.
- Hovhannes Shiraz (2005)-Documentário do diretor Levon Mkrtchyan.

### Museus
- Museu Irmãs Aslamazyan construído na década de 1880, com  cerca de 700 desenhos, pinturas e outras obras de artistas da era soviética "irmãs Aslamazyan".
- Museu  Dzitoghtsyan  ou Museu Nacional de Arquitetura e Urbanismo de Guiumri. É uma mansão antiga que abriga coleções que abrangem a história e o quotidiano de Guiumri, bem como pinturas e outras obras de arte.
- Museu Sergey Merkurov.
- Museu Avetik Isahakyan.
- Museu Hovhannes Shiraz.
- Museu Mher Mkrtchyan.[19]

## Esporte
Guiumri é importante no esporte da Arménia. Muitos lutadores olímpicos e campeões mundiais são da cidade. A cidade é notável pelos seus atletas em diversos esportes, tais como Robert Emmiyan no salto em comprimento, Vardanian Yurik em lançamento de peso e Ara Abrahamian na luta greco-romana. A cidade abriga o Armênio de futebol Clube com a equipe FC Shirak. Eles jogam os seus jogos no Estádio Cidade de Guiumri, construído em 1924. Outras equipes de Guiumri são: Aragats e Kumairi. O líder Artur Petrosyan do melhor marcador de tempo para a equipe nacional de futebol da Arménia. Diversas escolas estão disponíveis para a futura geração de Guiumri, tais como a Escola de Ginástica Atlética  (em homenagem a Robert Emmiyan) e a Escola de Futebol de Guiumri (em homenagem a Levon Ishtoyan). Também há escolas de boxe, halterofilismo, luta livre olímpica, artes marciais e xadrez.

## Religião
A maioria da população de Guiumri é composta por católicos.

### Igrejas

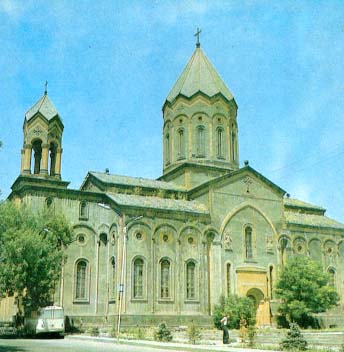
Igreja do Santíssimo Salvador antes do sismo de 1988

- Catedral da Santíssima Mãe de Deus, ou as Sete Feridas da Santa Mãe de Deus, construída no século XVII.
- Igreja do Santíssimo Salvador, construída entre 1859-1873. Projetado para assemelhar-se à Catedral de Ani. A igreja foi fortemente danificada pelo sismo de Espitaque de 1988 e está atualmente em reconstrução.
- Igreja Apostólica Neshan , construída em 1870.
- A igreja ortodoxa russa de São Nicolau, também conhecida como "Plplan Zham" (capela cintilante), construída em 1879-80.
- Igreja São Gregório, o Iluminador da Catedral de Guiumri.
- Igreja Apostólica Santo Jacó de Nísibis, construído em 2005 no centro da cidade.

## Galeria

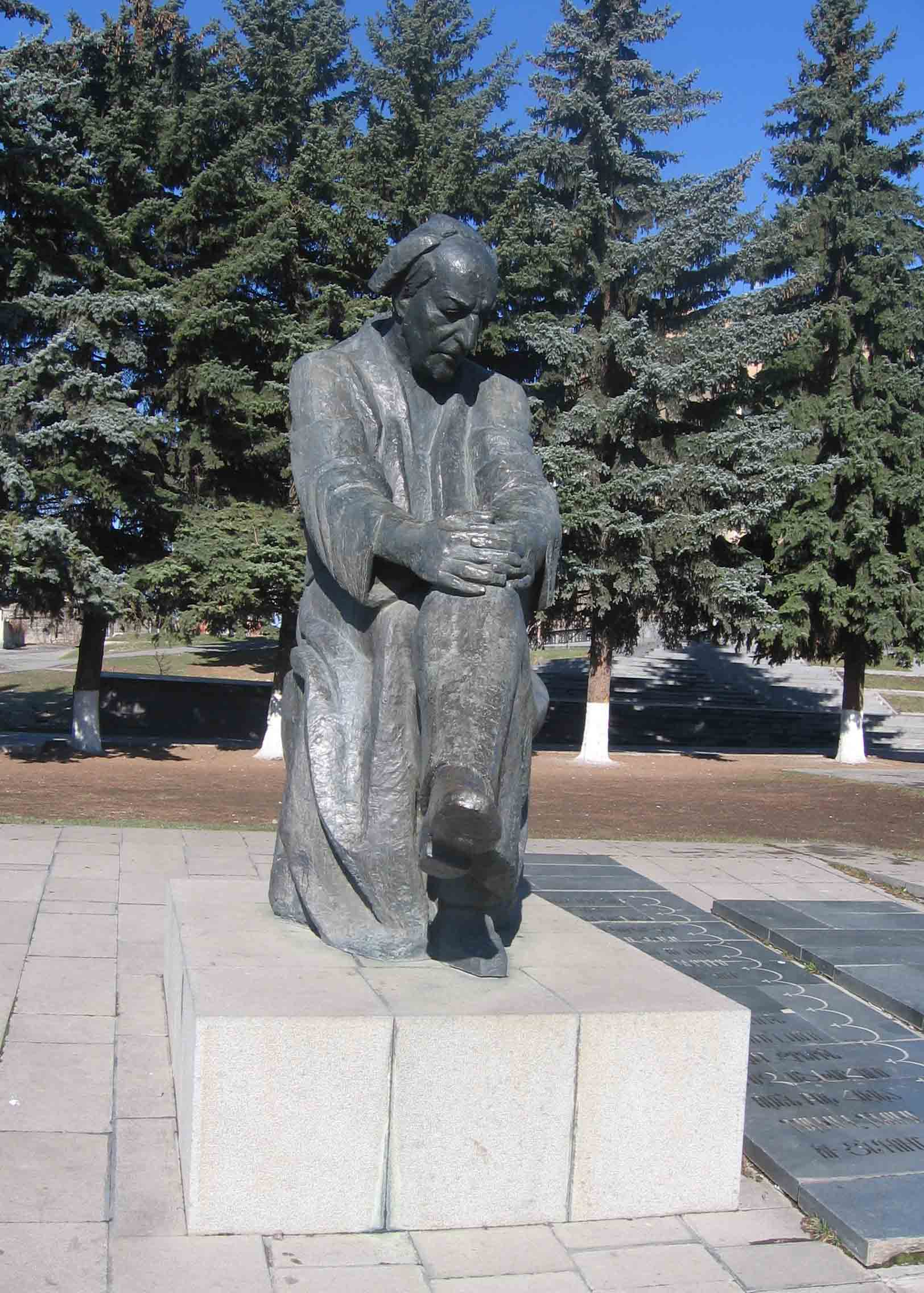
Estátua Avetik Issahakyan

## Cidades-irmãs
- Alexandria (Egito)
- Alexandria, Estados Unidos
- Kutaisi, Geórgia
- Nardò, Itália
- Osasco, Brasil
- Plovdiv, Bulgária (2004)
- Caliningrado, Rússia

## Ligações internas
- Commons
- Wikinotícias

- BBC:Neste dia 10 de dezembro de 1988
- Visão do horror na URSS